# 王義川
王義川（1972年3月7日—），中華民國政治人物，民主進步黨籍，國立臺灣大學工學院土木工程學系學士、碩士與博士。現任立法委員、民進黨政策委員會執行長，曾任台灣智庫策略長、民進黨中央執行委員（第20屆）、台灣航業董事、台灣觀光協會秘書長、桃園航空城公司董事長、臺中市政府交通局局長。

## 早年
王義川出生於臺南縣佳里鎮（今臺南市佳里區）。畢業於國立臺灣大學土木工程學系，並取得土木工程研究所交通工程組的碩士與博士學位。隨後進入稻江科技暨管理學院，任教於運輸物流與行銷管理學系，爾後擔任該系系主任。任職期間擔任嘉義縣都市計畫委員會委員、雲林縣都市計畫委員會委員、嘉義縣環境影響評估委員會審查委員、花蓮縣綜合發展實施方案主持人、嘉義縣道路交通安全會報顧問等。

## 從政
2014年，林佳龍競選臺中市市長時，王義川負責交通運輸政策。在林佳龍當選後，王義川於同年12月25日擔任臺中市政府交通局局長。
2018年，盧秀燕因參選臺中市市長而辭去立法委員。隔年的立委補選，民主進步黨徵召王義川參選，敗給前立委沈智慧。2023年11月，獲民進黨列入不分區立委名單中排名第14順位（按照婦女保障規則，實際為第16順位）；但最終民進黨在不分區立委僅分配到13席，未當選。
2024年1月25日，王義川出任民進黨政策委員會執行長。同年11月，時任勞動部部長何佩珊因勞動部公務員霸凌輕生案請辭，由時任民進黨不分區立委洪申翰接任，故王義川得以遞補不分區立委。其後王義川於同年12月2日正式宣誓就職立法委員。

## 遭到中国大陆方面制裁
2024年5月15日，中共中央台湾工作办公室宣佈將對五位台灣「名嘴」：黃世聰、北辰、劉寶傑、李正皓、王義川等五人及其家屬實施懲戒，原因為長期編造及散播對中國大陸不實的言論，制裁的具體措施將在未來公布。

## 蒐集個資指控
2024年5月27日，王義川在政論節目中表示，根據手機信令資料比對，524當天參加抗議活動的群眾中，有六成的年齡介於20歲至40歲之間，與民眾黨519活動的小草支持者不同。該言論引發外界質疑民進黨涉及不法監控民眾。5月28日，王義川出面受訪，表示他所提到的「手機信令資料」用於觀測人流及分析人流特性，在業界是一種常用的市場分析方法。他強調，這些資料是透過民間朋友取得的，並非來自民進黨。他解釋說，這些市場上取得的資訊基本上包括手機門號擁有者在取得門號時的年齡，或當時所登記的地址。
5月29日，民眾黨立委黃國昌與國民黨立委吳宗憲在質詢法務部部長鄭銘謙時公開告發王義川。當日下午，台北地檢署分他字案開始偵辦。民進黨團總召柯建銘回應，既然有人檢舉並立案偵辦，就應依法面對司法，不必多言。同日下午，NCC主秘黃文哲在例行記者會中表示會主動請3家電信公司前來說明，表示目前不確定王義川的資訊來源，並強調「去識別化」是指將資訊中符合個資法第2條第1款規定的個人資料屏除，資訊中不得含有個資法中所定義的個人資料。中華電信等電信業者則回應表示一向重視用戶個人資料的保護，絕不會違反現行相關法令規定。國安局局長蔡明彥指出國安局並未參與此次個案，對於可能屬於商業分析的活動，國安局不予置評。警政署長張榮興強調，警察在執行群眾活動時，絕對不會使用手機定位群眾。主管手機通訊監察的調查局也聲明，調查局不會針對特定地域範圍、使用者年齡或族群等事項進行任何大數據分析。

## 選舉紀錄
| 年度 | 選舉屆數             | 選舉區                                 | 所屬政黨   | 得票數    | 得票率 | 當選標記 | 備註     |
| ---- | -------------------- | -------------------------------------- | ---------- | --------- | ------ | -------- | -------- |
| 2019 | 第九屆立法委員補選   | 臺中市第五選舉區                       | 民主進步黨 | 32,903    | 38.62% |          |          |
| 2024 | 第十一屆立法委員選舉 | 全國不分區及僑居國外國民立法委員選舉區 | 民主進步黨 | 4,982,062 | 36.16% |          | 遞補當選 |

## 外部連結
- 王義川的Facebook專頁
- 搶救王義川大兵Facebook粉絲專頁 （页面存档备份，存于）
- YouTube上的王義川頻道
- YouTube上的王義川北北屯行動立委頻道
- YouTube上的王義川“憨川去兜位”頻道 （页面存档备份，存于）
- YouTube上的王義川“阿川陪你呷午餐”頻道 （页面存档备份，存于）
- 王義川的Threads

| 政党职务      | 政党职务                                 | 政党职务                             |
| ------------- | ---------------------------------------- | ------------------------------------ |
| 民主進步黨    |                                          |                                      |
| 前任： 羅致政 | 政策委員會執行長 2024年1月25日－         | 現任                                 |
| 臺中市政府    |                                          |                                      |
| 前任： 林良泰 | 交通局局長 2014年12月25日—2018年12月12日 | 繼任： 馮輝昇（代理） 葉昭甫（正任） |